# The Gun Smugglers
The Gun Smugglers è un cortometraggio muto del 1912 diretto da George Melford. Fu prodotto dalla Kalem Company e interpretato da Carlyle Blackwell e Alice Joyce.

## Trama
Trama e critica su Stanford.edu

## Produzione
Fu prodotto dalla Kalem Company

## Distribuzione
Distribuito dalla General Film Company, il film - un cortometraggio in una bobina - uscì nelle sale USA il 12 giugno 1912. Copie del film si trovano negli archivi della Library of Congress e in quelli del National Film and Television Museum di Londra.